# 堀田吉雄
堀田 吉雄（ほった よしお、1899年2月13日 - 2001年7月28日）は、日本の民俗学者。

## 略歴
三重県津市生まれ。1924年文部省の検定試験に合格、朝鮮の高等女学校で教え、戦後は四日市市の新制中学校教諭、1950年三重県立桑名高等学校教諭、1956年退職。柳田国男に師事して、1966年『山の神信仰の研究』で柳田賞受賞。三重県文化財専門委員、伊勢民俗学会主宰。
2001年7月28日、老衰のため死去。

## 著書
- 『山の神信仰の研究』伊勢民俗学会 1966 増補改訂版光書房 1980
- 『日本の民俗 24　三重』第一法規出版 1972
- 『海の神信仰の研究』光書房 1978-1979
- 『生きている民俗探訪三重』第一法規出版 1981
- 『手づつ考 そのほか』光書房 1981
- 『堀田吉雄論攷集』伊勢民俗学会 1994
- 『民俗学の視座 堀田吉雄先生カジマヤー記念論文集』伊勢民俗学会 1995

### 共編著
- 『桑名日記・柏崎日記民俗抄 注考』編著 伊勢民俗学会 1969
- 『東海の伝説』編著. 第一法規出版 1973
- 『近畿の衣と食』橋本鉄男等共著 明玄書房 1974
- 『近畿の歳時習俗』橋本鉄男　等共著 明玄書房 1976
- 『近畿地方の水と木の民俗』橋本鉄男、赤田光男、小谷方明、酒向伸行、奥野義雄、吉川寿洋共著 明玄書房 1986
- 『桑名の民俗』水谷新左衛門・堀哲・土肥久代共編著 桑名市教育委員会 1987
- 『蛤の話』水谷新左衛門共著 光出版印刷 1990
- 『近畿の歳時習俗』橋本鉄男　等共著 明玄書房 1991